# جوزيه إس. ليتل
جوزيه إس. ليتل (بالإنجليزية: Josiah S. Little)‏ هو سياسي أمريكي، ولد في 1801، وتوفي في 1862. حزبياً، نشط في الحزب الديمقراطي.